# Blind Spot (film, 2018)
Pour les articles homonymes, voir Blind Spot.
Pour plus de détails, voir Fiche technique et Distribution.
Blind Spot (en norvégien : Blindsone) est un film dramatique norvégien écrit et réalisé par Tuva Novotny et sorti en 2018,,,. 
C'est l'un des trois films présélectionnés pour être l'entrée norvégienne du meilleur long métrage international à la 91e cérémonie des Oscars.
Tourné d'un seul coup, Blind Spot raconte l'histoire d'une mère qui a du mal à accepter la maladie mentale de sa fille, révélée bien pire qu'elle ne l'avait imaginé.

## Synopsis
La jeune Thea quitte un terrain de handball avec une amie. Elle arrive à la maison où sa mère, Marie, couche son petit frère. Thea passe un coup de fil à son père, Anders, mais il ne répond pas. Elle entre ensuite dans sa chambre, écrit dans son journal et saute par la fenêtre du quatrième étage de l'immeuble. Marie réalise rapidement ce qui s'est passé et se précipite. Elle trouve Thea gravement blessée par la chute et crie à l'aide. Son père et sa belle-mère, Hasse et Mona, se trouvent à proximité et viennent à son aide. Une ambulance arrive, et Marie et Hasse suivent Thea jusqu'à l'hôpital.
À l'hôpital, Marie et Hasse sont accueillis par Martin, une infirmière spécialisée dans les soins aux proches des patients. Anders arrive bientôt et demande hystériquement à voir sa fille. Marie et Anders sont autorisés à voir Thea pendant que l'équipe de traumatologie opère sur elle, mais Anders s'évanouit à la vue. Marie, Anders et Hasse sont placés dans une pièce et attendent que le chirurgien traumatologue fasse un rapport sur l'état de Thea. Martin, lisant le dossier médical de Thea, se rend compte que Marie est sa mère adoptive et que sa mère biologique s'est suicidée. Interrogés à ce sujet, Anders et Marie insistent sur le fait que Thea a été traitée par un psychologue et qu'elle n'a montré aucun signe de dépression ou de tendance suicidaire .
Le chirurgien traumatologue donne son rapport et annonce la nouvelle qu'ils ne savent pas s'ils pourront sauver la vie de Thea. Marie, incapable de rester à l'hôpital, décide de rentrer chez elle et d'attendre. De retour à la maison, elle entre dans la chambre de Thea et regarde ses affaires. Elle trouve le journal et se décompose après l'avoir lu. Elle s'allonge dans le lit de Thea en pleurs et le film devient noir.

## Fiche technique
- Titre original : Blindsone
- Titre français : Blind Spot
- Réalisation : Tuva Novotny
- Scénario : Tuva Novotny
- Photographie : Jonas Alarik
- Montage :
- Musique :
- Pays d'origine : Norvège
- Langue originale : norvégien
- Format : couleur
- Genre : dramatique
- Durée : 98 minutes
- Dates de sortie :
  - Norvège : 20 août 2018 (Festival international du film norvégien)
  - Norvège : 24 août 2018

## Distribution
- Pia Tjelta : Marie
- Anders Baasmo Christiansen : Anders
- Oddgeir Thune : Martin
- Per Frisch : Hasse
- Nora Mathea Øien : Tea (ou Thea)
- Marianne Krogh : Mona